# Writing's on the Wall
«Writing's on the Wall» es una canción del cantante británico Sam Smith. Fue lanzada por Capitol Records, en formato digital el 25 de septiembre de 2015.
Es la canción central de la vigésima cuarta película de James Bond Spectre. Es la primera vez desde 1965 («Thunderball», de Tom Jones) que el tema central de una película del Agente 007 es interpretado por un solista británico masculino. Sam Smith está acompañado en esta canción de una orquesta instrumental.
En el video de la canción se puede ver escenas de la película Spectre, a Monica Bellucci, Léa Seydoux, Daniel Craig, y al intérprete de la canción Sam Smith, entre otros. Fue ganadora del Premio Oscar a la mejor canción y del Globo de Oro en la misma categoría, siendo la segunda canción de una película del 007 en ganar dichos premios tras «Skyfall» de Adele en 2012. La banda inglesa Radiohead había sido contactada anteriormente para realizar el tema principal de la película, motivo por el que compusieron «Spectre», pero este no fue finalmente usado.